# Małgorzata Książkiewicz
Małgorzata Książkiewicz (Zielona Góra, 5 maggio 1967) è una tiratrice a segno polacca, vincitrice di una medaglia di bronzo ai Giochi olimpici di Barcellona 1992.

## Palmarès
| Anno | Manifestazione  | Sede       | Evento          | Risultato | Prestazione | Note |
| ---- | --------------- | ---------- | --------------- | --------- | ----------- | ---- |
| 1992 | Giochi olimpici | Barcellona | Carabina 10m    | 23º       | 388         |      |
| 1992 | Giochi olimpici | Barcellona | Carabina 50m 3P | Bronzo    | 681.5       |      |
| 1996 | Giochi olimpici | Atlanta    | Carabina 10m    | 41º       | 384         |      |
| 1996 | Giochi olimpici | Atlanta    | Carabina 50m 3P | 37º       | 563         |      |